# Estadio Panamericano
Le Stade Panaméricain de La Havane ou Estadio Panamericano est un stade multi-sport d'une capacité de 50 000 sièges situé à La Havane, Cuba.
Il est aujourd'hui principalement utilisé pour l'athlétisme et le football.

## Historique
Le stade est inauguré le 2 août 1991 devant 35 000 à l'occasion des Jeux panaméricains de 1991, l'année suivante il accueille la Coupe du monde des nations d'athlétisme 1992.
En 2008, le stade a été rénové. La piste très dégradée a été refaite en synthétique grâce à un cofinancement de l'Association internationale des fédérations d'athlétisme (IAAF) et du gouvernement cubain.